# Balatonmagyaród, Zala
Balatonmagyaród  este un sat în districtul Nagykanizsa, județul Zala, Ungaria, având o populație de 450 de locuitori (2011). 

## Demografie
Componența etnică a satului Balatonmagyaród
     Maghiari (97,48%)
     Germani (2,52%)
Componența confesională a satului Balatonmagyaród
     Romano-catolici (84,67%)
     Fără religie (5,56%)
     Reformați (1,56%)
     Necunoscută (7,56%)
     Luterani (0,67%)
Conform recensământului din 2011, satul Balatonmagyaród avea 450 de locuitori. Din punct de vedere etnic, majoritatea locuitorilor (97,48%) erau maghiari, cu o minoritate de germani (2,52%).  Din punct de vedere confesional, majoritatea locuitorilor (84,67%) erau romano-catolici, existând și minorități de persoane fără religie (5,56%) și reformați (1,56%). Pentru 7,56% din locuitori nu este cunoscută apartenența confesională.